# Михнов, Кондратий Моисеевич
Кондратий Моисеевич Михнов (10.3.1899, м. Шумячи, Смоленской губерния — 07.02.1965, г. Харьков) — генерал-майор медицинской службы СССР.

## Биография
В 1921 поступил на службу в РККА с 1921 г.
1926 — окончил Военную Медицинскую Академию. В предвоенный период прошёл путь от врача части до начальника санитарного отдела армии.
6.1941—4.1943 — служил начальником санитарного отдела 11-й армии Северо-Западного фронта и начальником СО Степного военного округа.
7.1943—9.1943 — начальник ВСУ Степного фронта.
1.1944—6.1944 — начальник ВСУ 2-го Украинского фронта.
7.1944—9.05.1945 — начальник ВСУ 2-го Прибалтийского фронта.
Участник битвы за Ленинград. Организовывал медицинское обеспечение войск армии в боях 1941 г. на северо-западном направлении. В Курской битве, в Прибалтийской и битве за Днепр руководил медицинской службой фронта.
После войны служил на руководящих должностях. Уволен из ВС в 1954 г.
Скончался К. М. Михнов 7.2.1965 в Харькове, был похоронен там же.

## Награды
- Орден Красной Звезды — 25.07.1941
- Орден Отечественной войны II степени — 04.06.1944
- Орден Красного Знамени трижды — 03.11.1944, 29.06.1945, 13.06.1952
- Орден Ленина — 5.11.1946
- Медаль «За победу над Германией в Великой Отечественной войне 1941—1945 гг.» — 09.05.1945[4]